# Alberto Schommer
Alberto Schommer García (Vitoria, Álava, 9 de agosto de 1928 - San Sebastián, Guipúzcoa, 10 de septiembre de 2015) fue un fotógrafo español, hijo del fotógrafo alemán Alberto Schommer Koch, quien se afincó en España a comienzos del siglo XX.

## Biografía
Alberto Schommer se introdujo en la fotografía de mano de su padre, Alberto Schommer Koch, alemán afincado en Vitoria, médico de profesión pero que también se dedicó a la fotografía y abrió un estudio en esta ciudad durante la década de los 40. Posteriormente, Alberto hijo se formó académicamente en el campo de este arte en la ciudad alemana de Colonia y en París, aunque su interés artístico inicial, y que siguió practicando durante años, estuvo en la pintura. 
Schommer es, y fue en vida, un fotógrafo de reconocido prestigio al cual el gobierno español otorgó la Medalla de Oro al mérito en las Bellas Artes en 2008 y que recibió en 2013 el Premio Nacional de Fotografía, el galardón más importante para un fotógrafo en este país. En 1996 se convirtió en miembro de la Real Academia de Bellas Artes de San Fernando.
Su carrera como fotógrafo profesional se inició gracias a que un publicista francés vio unas fotos suyas en el escaparate de la tienda de su padre en Vitoria y le invitó a ir a París. Allí comenzó a relacionarse y desarrollar su curiosidad artística como fotógrafo y trabajó para importantes personalidades del arte y de la sociedad, como Balenciaga.
Como reconocimiento a su carrera como fotógrafo y a haberse convertido en una personalidad de prestigio en el campo fotográfico, su ciudad natal tiene una calle nombrada en su honor en el barrio de Adurza.
Falleció el 10 de septiembre de 2015 en San Sebastián, a los 87 años de edad, debido a problemas respiratorios ocasionados por un proceso cancerígeno.

## Obra

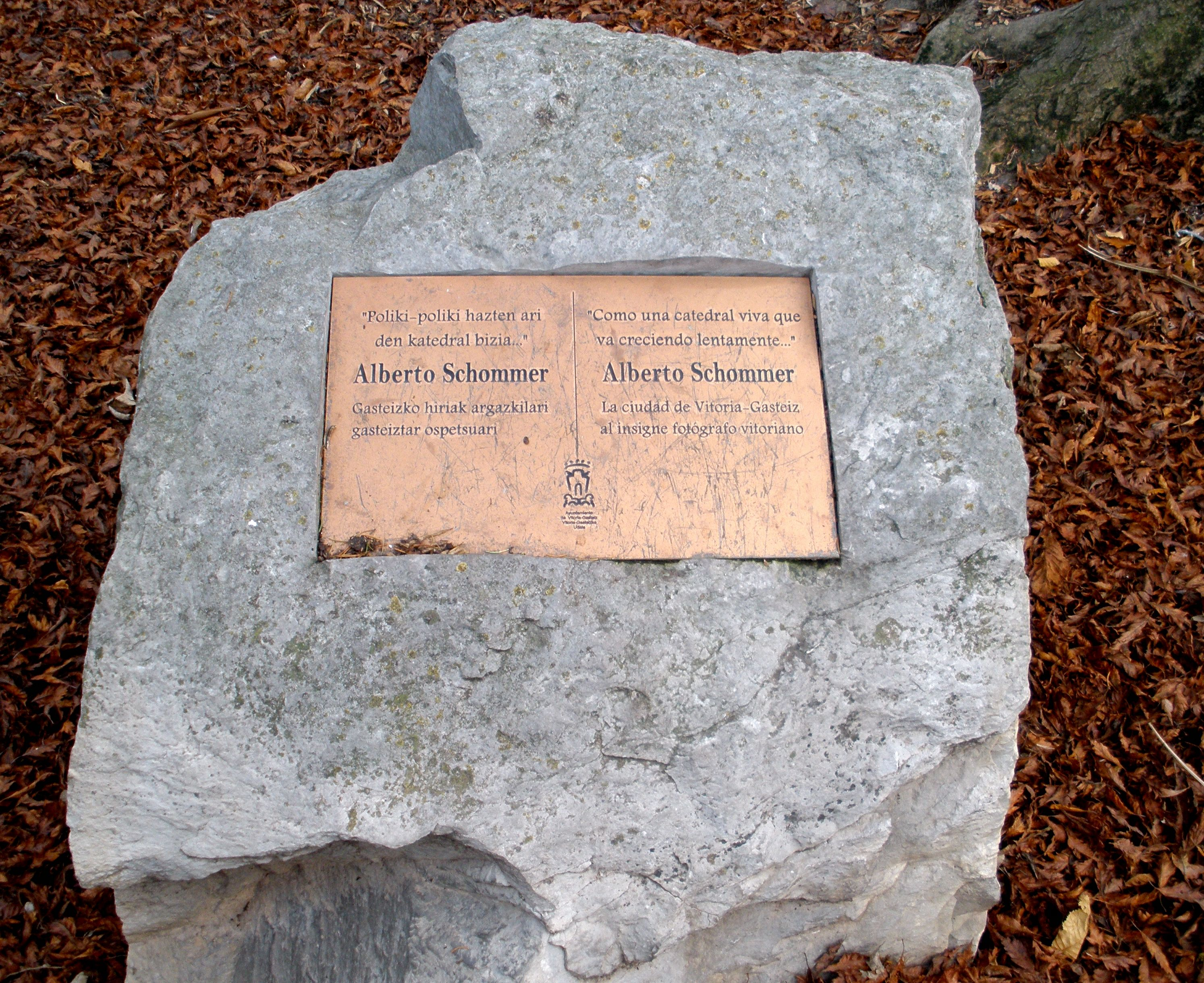
Memorial de Alberto Schommer en el Parque de la Florida de Vitoria

A lo largo de su historia realizó centenares de trabajos y viajes, habiendo editado cerca de un centenar de libros y colaborando como jurado o profesor en prestigiosos seminarios o concursos. Su obra se ha expuesto a lo ancho de todo el mundo, desde Japón a Estados Unidos (Centro para la fotografía creativa de Tucson) y ha recibido importantes y numerosos premios a su labor.
Uno de sus trabajos más conocidos son sus retratos, que llegaron al gran público por medio de su colaboración con los periódicos ABC y El País. Estos retratos, fundamentalmente sobre personalidades públicas y reconocidas de la vida española, aunque también mundiales, como Andy Warhol, han sido reconocidos como uno de sus mejores trabajos. Entre ellos es célebre su serie denominada Retratos psicológicos donde escenifica el poder, la economía y la cultura. Su peculiar forma de abordar el retrato tendrá gran repercusión durante los años setenta y ochenta, y sus fotografías se convertirán en una especie de crónica visual de la Transición. A pesar de su edad, Alberto Schommer siguió profesionalmente tan activo como siempre hasta su muerte y se dedicó a explorar activamente todos los campos y temáticas fotográficas.

## Exposiciones (selección)
- 2016. Oroimenean. Palacio de Montehermoso, Vitoria[4]
- 2014. Máscaras. Museo del Prado (Madrid).[5][6]
- 2010. Retrospectiva 1959-2009. Museo de Bellas Artes de Bilbao[7]

## Premios
- 1994. Medalla de Oro de Álava (Diputación Foral de Álava).[8]
- 2008. Medalla de Oro al mérito en las Bellas Artes (Gobierno de España).
- 2013. Premio Nacional de Fotografía otorgado por el Ministerio de Educación y Ciencia español.

## Libros (selección)
Algunos de los libros de Alberto Schommer son:
- Las fotos psicológicas (1975)
- La vida en los museos (1998)
- Autobiografía de un madrileño (2000)
- Egipto: Lo eterno (2000)
- Shanghái (2000)
- Brasil: El hombre que veía demasiado (2000)
- El arte de la mirada (2002)
- Paisajes ordenados (2002)
- Alberto Shommer (Photobolsillo) (2002)
- Metrópolis. Archivo municipal de Vitoria-Gasteiz (2003)
- La belleza oculta: Libia ND/DSC (2004)
- Un cuerpo vivo: La catedral de Santa María de Vitoria-Gasteiz (2007)
- Primera época (2007)
- Trasfiguración (2008)
- Metro (2010)[9]

## Homenajes

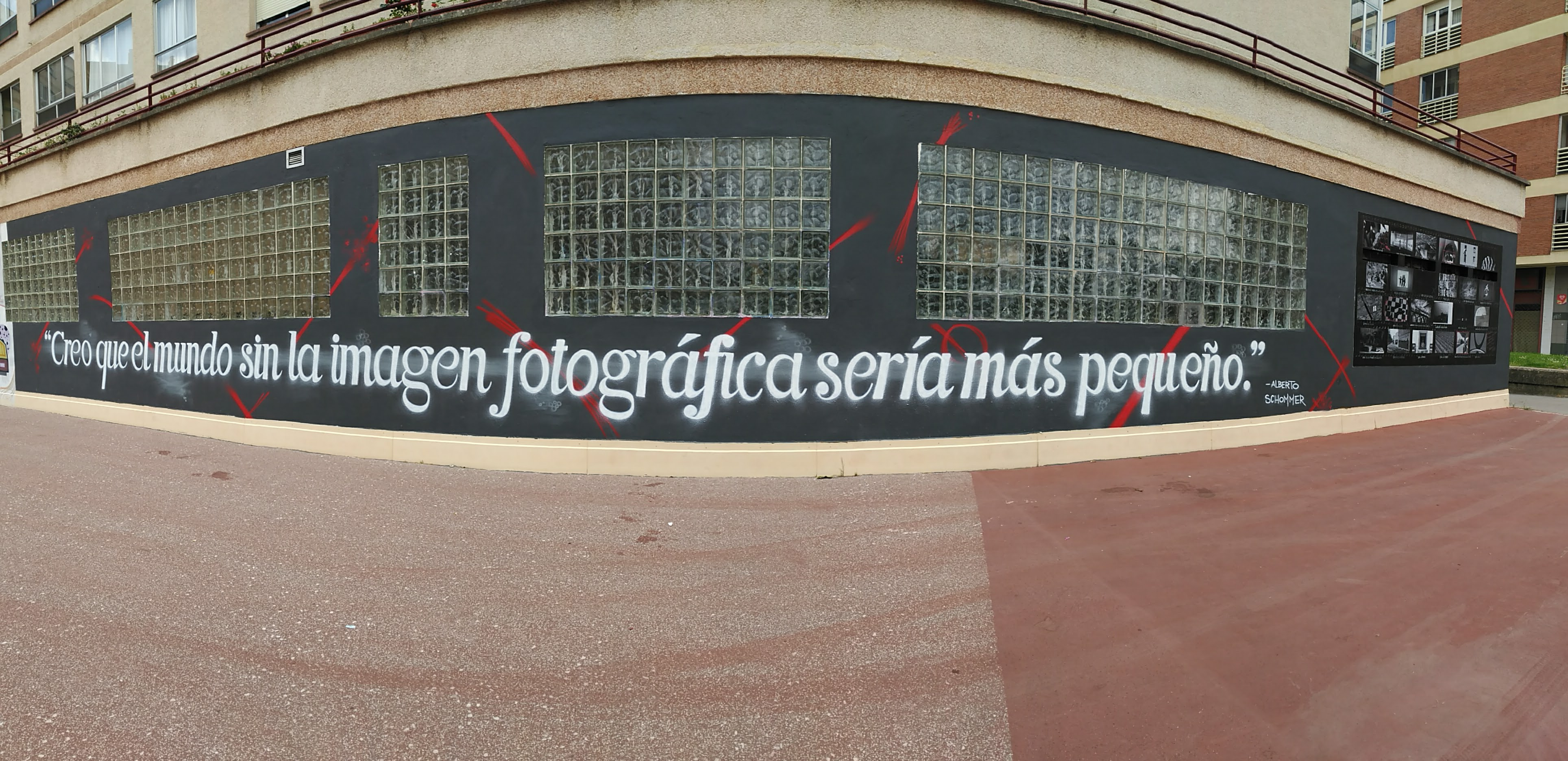
Mural Alberto Schommer

Entre otros homenajes que se le han hecho, durante el año 2008 fue felicitado y recibido con cariño por la Asociación de Fotógrafos Profesionales de Álava. Posteriormente, a comienzos del año 2010, el Museo de Bellas Artes de Bilbao celebró una exposición retrospectiva de su obra.